# Ankylophallus phanus
Ankylophallus phanus är en mångfotingart som beskrevs av Chamberlin 1950. Ankylophallus phanus ingår i släktet Ankylophallus och familjen Chelodesmidae. Inga underarter finns listade i Catalogue of Life.